# 普萊森特希爾 (阿肯色州洛根縣南部)
普萊森特希爾（英語：Pleasant Hill）是位於美國阿肯色州洛根縣的一個非建制地區。該地的面積和人口皆未知。

## 地理
普萊森特希爾的座標為35°10′35″N 93°45′53″W / 35.17639°N 93.76472°W，而該地的平均海拔高度為165米（即561英尺）。